# Pilgersegen

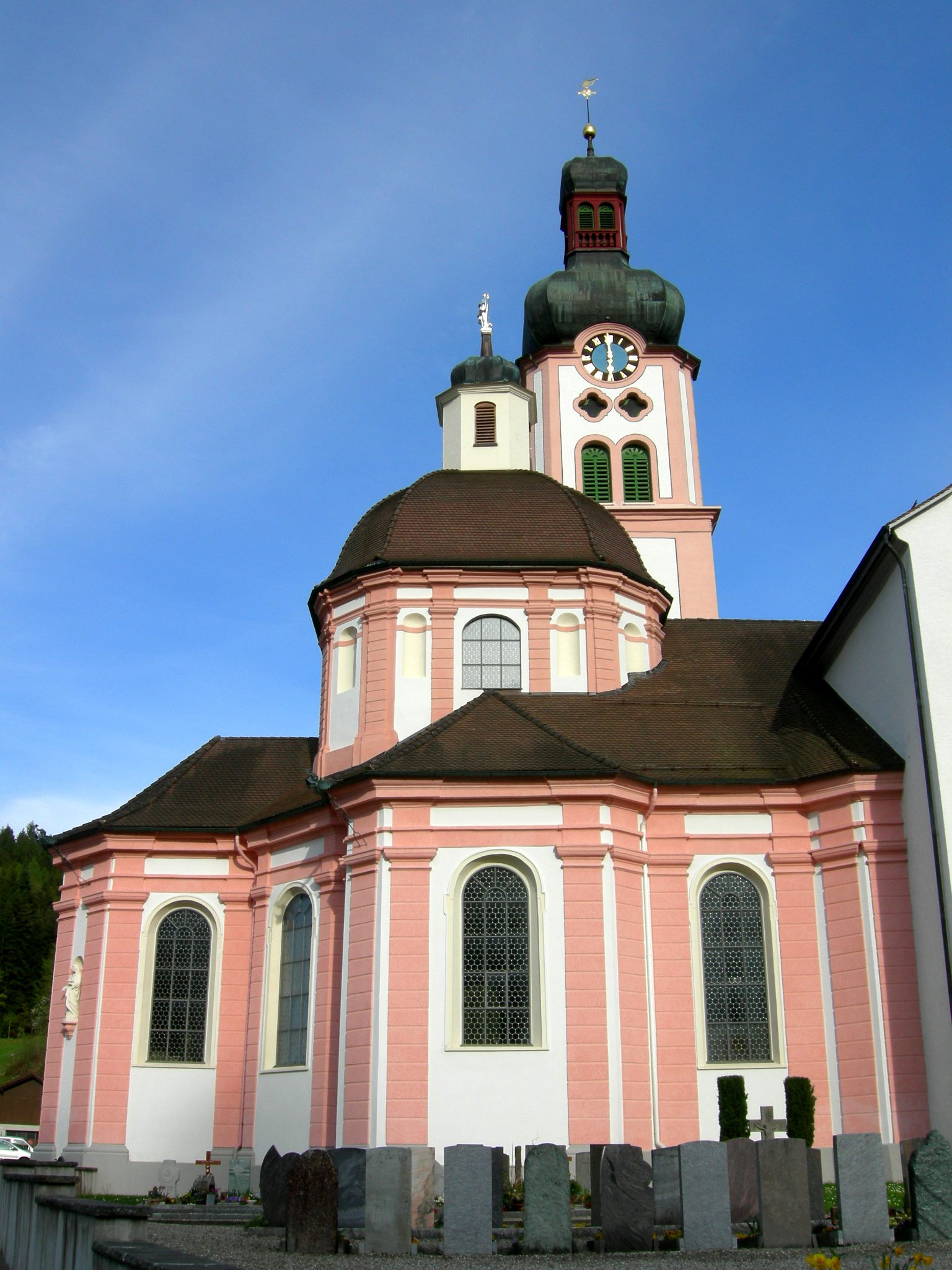
In der Iddakapelle der Benediktinerabtei Kloster Fischingen wird regelmäßig am Morgen ein Pilgersegen gespendet für alle, die sich auf den Schweizer Jakobusweg aufmachen

Der Pilgersegen ist ein Ritus im christlichen Pilgerwesen, der den Pilger auf seiner Reise unter den Segen und Schutz Gottes stellt.

## Geschichte des Segensrituals
Schon aus dem 8. Jahrhundert sind Fürbitten für aufbrechende Pilger überliefert, zu Beginn des 9. Jahrhunderts eine Übergabe der Pilgerinsignien, Pilgerstab und Tasche, durch den Priester mit Begleitworten. Mit zunehmenden Pilgerzahlen finden sich seit dem 11. Jahrhundert in den liturgischen Büchern, etwa  im Missale Vicense, einem aus dem Jahr 1078 stammenden Messbuch der katalanischen Bischofsstadt Vic, ausgeformte Riten, durch die der Pilger gewissermaßen öffentlich in den Status eines Pilgers versetzt wurde. Häufig fand der Pilgersegen am Ende einer Heiligen Messe statt. Die Elemente waren:
- Segensgebet über Stab und Tasche und Übergabe dieser Zeichen
- Segensgebet über die Pilger
- Psalmgebet mit Versikel
- meist Kyrie und Vaterunser

Zur Übergabe der Tasche wurde „nach kirchlichem Brauch“ etwa bei einem Jakobuspilger gesprochen: 
Im Namen unseres Herrn Jesus Christus.
Nimm diese Tasche als Zeichen deiner Pilgerschaft,
ut bene castigatus et bene salvatus adque emendatus pervenire merearis ad limina Petri et Pauli
damit du geläutert und befreit zum Haus des Petrus und Paulus (oder: zum Grab des heiligen Jakobus) gelangen mögest,
zu dem du aufbrechen willst,
und kehre nach Vollendung deines Weges unversehrt mit Freude zu uns zurück;
dies gewähre Gott, der lebt und herrscht von Ewigkeit zu Ewigkeit. Amen.
Bei der Übergabe des Stabes lautete der Segen:
Nimm diesen Stab zur Unterstützung deiner Reise und deiner Mühen für deinen Pilgerweg,
damit du alle Feindesscharen besiegen kannst, sicher zum Grab des Jakobus gelangest
und nach Vollendung deiner Fahrt zu uns mit Freude zurückkehrest.
Dies gewähre Gott, der lebt und herrscht von Ewigkeit zu Ewigkeit. Amen.
Bei Pilgerreisen nach Jerusalem wurde dem Pilger neben oder statt Tasche und Stab als Pilgerzeichen das Kreuz überreicht. Die Aufnahme unter die Pilger bedeutete für diese im Mittelalter, dass sie unterwegs die von den Päpsten und Kaisern für Pilger gewährten Schutztitel und Privilegien in Anspruch nehmen konnten. Schon Karl der Große hatte Pilgern einen königlichen Schutz und die Befreiung von Zoll- und Mautgebühren zugesprochen, für Jerusalempilger hatte er mit dem Kalifen Harun al Raschid Schutzrechte vereinbart.
Zum Ritual des Pilgersegens gehörte auch ein kurzes Gebet bei der Rückkehr.
Die Neuordnung der katholischen Liturgie nach dem Tridentinum verzichtete auf die Übergabe der Insignien. Das Rituale Romanum Papst Pauls d V. von 1614 sah für den Pilgersegen vor:
- Benedictus (Lk 1,68-79 EU EU) mit Antiphon und Versikeln
- Kyrie und Vaterunser
- fünf Orationen um Schutz und Geleit  auf der Reise
- Segenszuspruch
- Besprengung des Pilgers mit Weihwasser[7].

## Heutige Praxis
Der Pilgersegen wird heute an Einzelpilger und Pilgergruppen entweder in der Heimatpfarrei oder am Ort des Aufbruchs gespendet, bei Pilgerfahrten auf dem Jakobsweg etwa an einer Pilgersammelstelle in Deutschland, Frankreich oder Spanien. Im Kloster Fischingen wird dazu ein Pilgerabzeichen verliehen. 
Im nach dem Zweiten Vatikanischen Konzil seit 1984 gültigen Benediktionale tritt als neues Element die Schriftlesung zum Ritual des Segens für Pilger und Wallfahrer, etwa Lk 2,41-49 EU  (Wallfahrt Jesu mit seinen Eltern nach Jerusalem) oder Gen 12,1-9 EU  (Zug Abrahams nach Kanaan). Die Texte des Pilgersegens stehen unter dem Bild des Wandernden Gottesvolkes. Die Segensfeier wird eingeleitet mit Lied, Kreuzzeichen und Begrüßung. Nach der Schriftlesung folgt als Antwort ein Psalm (eine besondere Bedeutung für Wallfahrer hat der Psalm 121, auch Psalm 122, Psalm 106 oder Psalm 107) und ein Segensgebet mit voraufgehenden Anrufungen an die Trinität, an Engel und Heilige, vorrangig Michael und Maria. 
Im deutschen Benediktionale lautet die Oration:
Gott, du hast deinen Knecht Abraham auf allen Wegen unversehrt behütet.
Du hast die Söhne Israels auf trockenem Pfad mitten durch das Meer geführt.
Durch den Stern hast du den Weisen aus dem Morgenland den Weg zu Christus gezeigt.
Geleite auch diese hier versammelten Gläubigen auf ihrer Pilgerfahrt (zum heiligen Jakobus).
Lass sie deine Gegenwart erfahren, mehre ihren Glauben, stärke ihre Hoffnung und erneuere ihre Liebe.
Schütze sie vor allen Gefahren und bewahre sie vor jedem Unfall.
Führe sie glücklich ans Ziel ihrer Fahrt und lass sie wieder unversehrt nach Hause zurückkehren.
Gewähre ihnen schließlich, dass sie sicher das Ziel ihrer irdischen Pilgerfahrt erreichen und das ewige Heil erlangen.
Darum bitten wir dich durch Christus, unseren Herrn. Amen.
Nach der Oration stehen Fürbitte, Vater unser, der feierliche Segen und ein Lied.